# Aleksandra Fomina
Alexandra Fomina (Kaunas, 3 de febrero de 1980) es una escritora y traductora lituana.
Graduada de licenciatura en Filología Inglesa de la Universidad Vytautas Magnus en 2004, se graduó de una Maestría en estudios de traducción en la Universidad de Vilna. In En 2004 comenzó su carrera literaria con una colección de cuentos titulada Nepaprastoji padėtis: apsakymai. Entre 2007 y 2008, colaboró con el semanario Literatūros ir meno. Ha traducido textos al inglés, español y ruso.
En 2003 fue galardonada con la Universidad de Vilna con los premios a la mejor prosa y favorita del público en el concurso literario VU Filologinio Rudens. En 2004, fue premiada en el Primer Concurso de Libros de la Unión de Escritores de Lituania. En 2012, recibió el Premio Kazimiero Barėno tras publicar su novela Mes vakar buvom saloje.